# Mwaki
Mwaki is een nummer van de Braziliaanse dj en producer Zerb uit 2024, ingezongen door de Keniaanse zangeres Sofiya Nzau.

## Achtergrondinformatie
"Mwaki" wordt in het Kikuyu gezongen, een van de vele talen die in Kenia wordt gesproken. Hoewel de letterlijke betekenis van de titel "vuur" is, heeft het hier een net andere vertaling. Hier richt het zich meer op een woedende vader, die ontdekt dat zijn dochter met een man trouwt die hij niet ziet zitten. De gevoelens van de vader blijken te kloppen, want de man verlaat zijn dochter inderdaad, waardoor zij alleen achterblijft. Nu probeert zij in de tekst haar ex-man te waarschuwen voor haar vaders woede. 
Ondanks de zware inhoud, heeft "Mwaki" een zomers en dansbaar geluid. De plaat werd ook in Europa opgepikt en werd in diverse landen een hit. Zo bereikte het de 7e positie in de Nederlandse Top 40, en de 8e in de Vlaamse Ultratop 50. In 2024 stond het nummer op de tweede plek in de Dance 15 van The X Vibe, een jaarlijkse hitlijst met de populairste dancenummers van het jaar.
Tiësto en Major Lazer hebben elk een remix van het nummer uitgebracht. Daarnaast zei Coldplay-zanger Chris Martin in een e-mail aan Zerb fan te zijn van het nummer.

## Tracklijst
Muziekdownload
1. "Mwaki" - 3:28